# Ahmed Atari

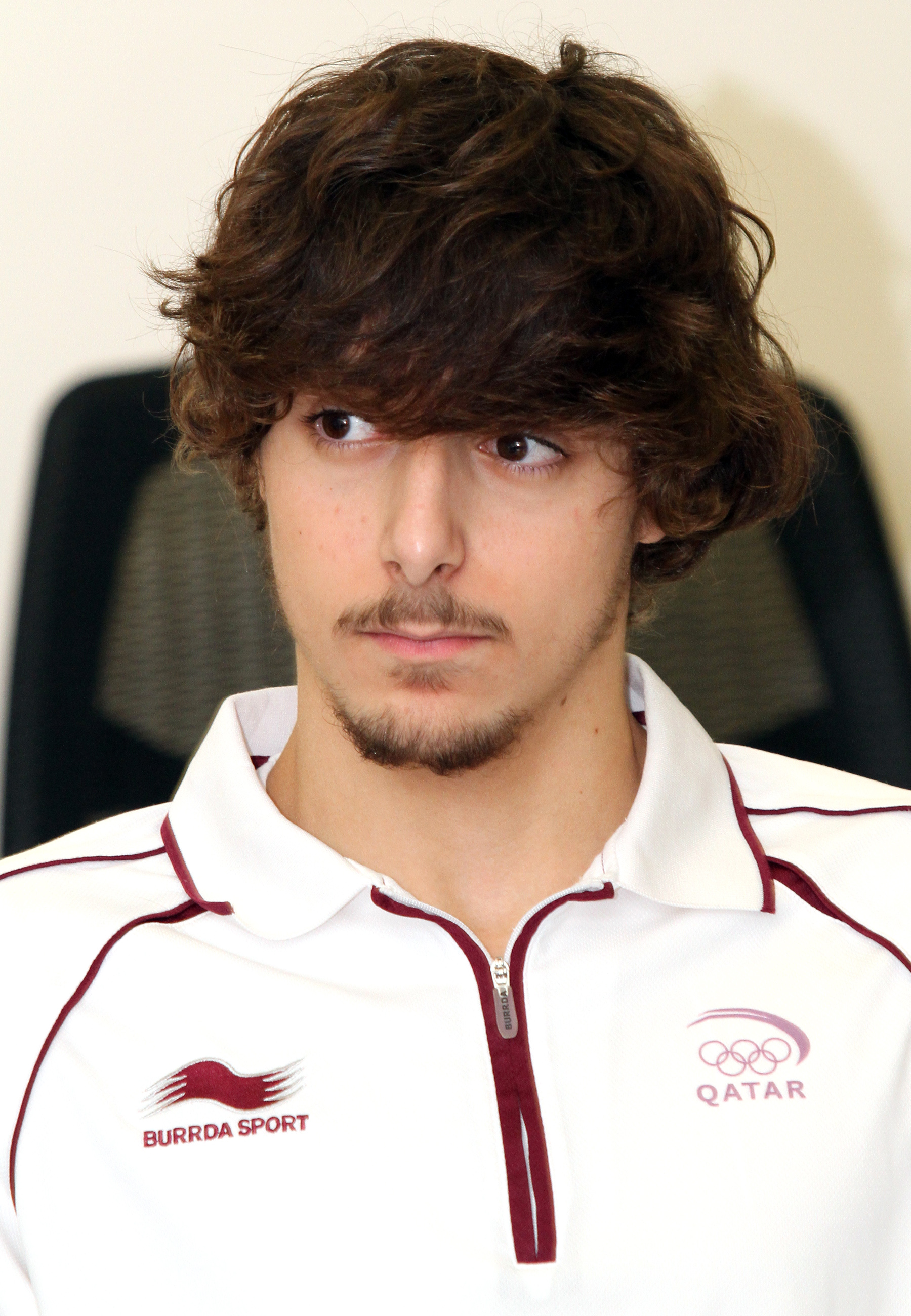
Ahmed Atari

Ahmed Atari (2 de maio de 1994, Catar) é um nadador catarense.
No Mundial de Esportes Aquáticos de 2011 em Shanghai, Ahmed terminou em trigésimo quarto lugar nas eliminatórias dos 50M costas com um tempo de 32.37 segundos e em trigésimo quarto ou último lugar nas eliminatórias dos 400M medley com um tempo de 5:16.80. O tempo qualificatório para os 50m peito foi de 25.98 segundos e para o 400m medley foi 4:24.77. No Campeonato Mundial de Natação em Piscina Curta de 2010, realizado em Dubai, ele ficou em nonagésimo segundo nas eliminatórias do 50 metros livre, com um tempo de 25.45 segundos.
Ahmed Atari fez sua estréia olímpica nos Jogos Olímpicos de 2012 em Londres. Apesar de não atingir o tempo de qualificação olímpico (4:16.46) ou tempo de convite (4:25.44), ele conseguiu uma vaga com um wild card. Os wild cards são designados para admitir nadadores de nações que não possuem nadadores que sejam capazes de atingir os índices de qualificação para determinado evento. Ele competiu nos 400 metros medley masculino, terminando em último nas eliminatórias, com um tempo de 5:21.30.